# 水野勝種
水野 勝種（みずの かつたね）は、備後国福山藩の第4代藩主。水野宗家4代。第3代藩主・水野勝貞の長男で、母は瀬尾氏。

## 生涯

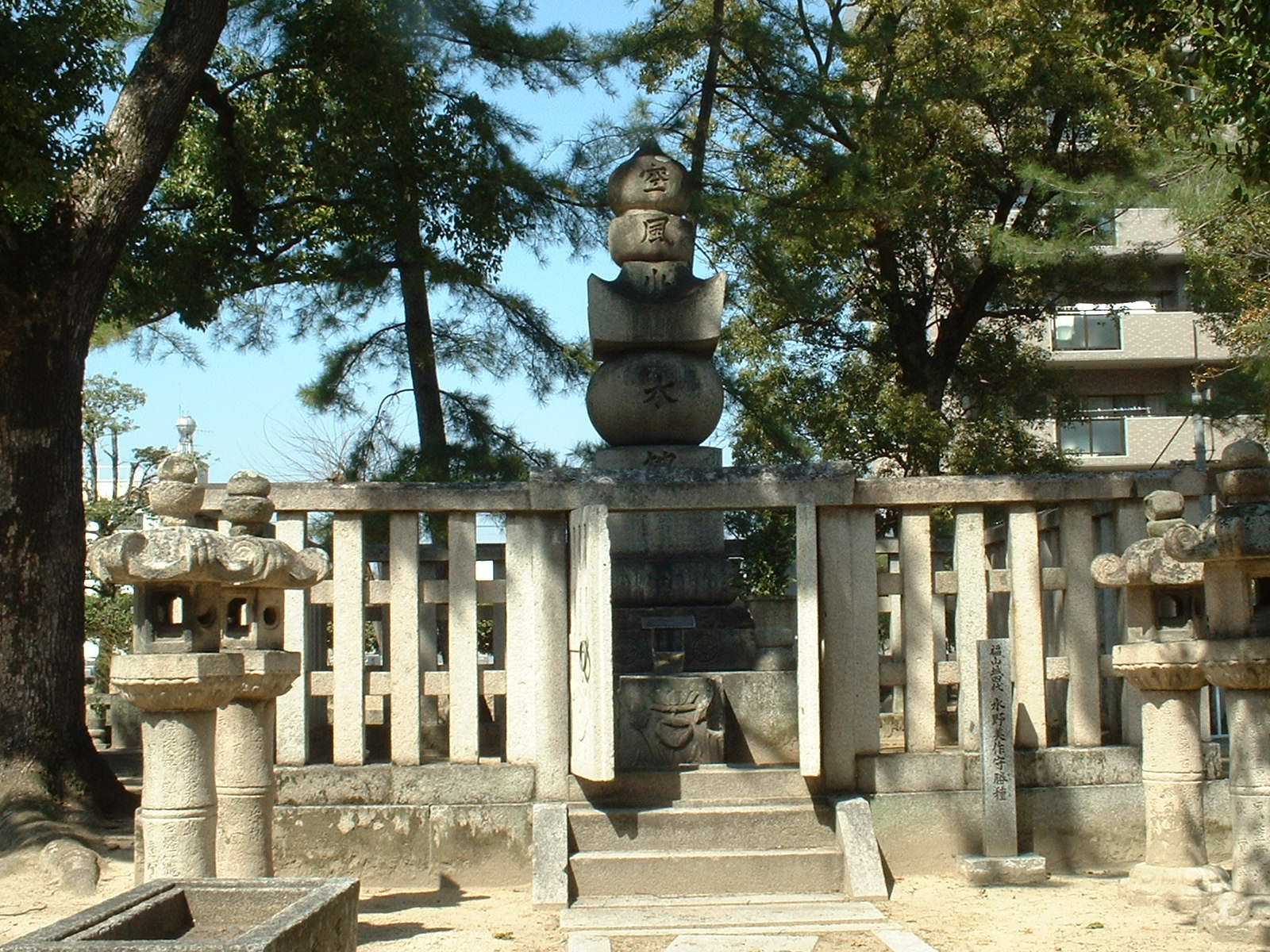
水野勝種公墓所（在福山）

福山で生まれる。寛文3年（1663年）に父の死により数え3歳で跡を継ぐ。寛文8年（1668年）に徳川家綱に初御目見し、延宝3年（1675年）に従五位下に任官して美作守を名乗る。
藩政の功績としては、沼隈町の磐台寺観音堂をはじめ、領内の神社仏閣の再興や造営を行ったことが挙げられる。天和元年（1681年）、越後騒動により断罪された松平綱国を預かる。元禄2年（1689年）および元禄5年（1692年）に奥詰を勤める。
元禄10年（1697年）に江戸で死去し、初代藩主の勝成らと同じく福山の賢忠寺に葬られる。
7人もの男子に恵まれたが、長男から六男まではいずれも早世、末子の勝岑（七男）が跡を継いだが、数え2歳で早世したため、水野氏による福山藩政は終焉を迎えた。

## 系譜
父母
- 水野勝貞（父）
- 野瀬氏 ー 側室（母）

正室
- 長姫 ー 酒井忠清の娘

側室
- 瀬尾氏

子女
- 水野勝岑（七男）生母は瀬尾氏（側室）